# Береговой (Гродненская область)
Береговой (бел. Берагавы) — посёлок в Гродненском районе Гродненской области Белоруссии. Название происходит от непосредственного расположения на берегу реки Неман. Посёлок входит в состав Вертелишковского сельсовета. Население — 292 человек (2015).

## История
Основан в 1963 году, как рабочий посёлок Гродненской областной станции племенного животноводства (ныне РУСП «Гродненское племпредприятие»). В 1963—1966 годы был возведён ряд многоквартирных двухэтажных домов барачного типа, а также разбит частный сектор в несколько десятков домов с приусадебными участками.
Интенсивная застройка посёлка возобновилась только в конце 1980-х годов, когда прилегающие земли были переданы в собственность крупного химического предприятия «Гродно Азот». Непосредственная близость к предприятию и расположение на берегу реки рассматривались как идеальные условия для создания комфортабельного рабочего посёлка. Завод активно выделял работникам участки под коттеджную застройку и даже выдавал денежные субсидии; проведение коммуникаций также проводилось за счёт предприятия. Проект «Гродно Азот» предусматривал возведение школы, детского сада, стадиона и ряда других объектов на территории посёлка, однако распад СССР и экономический кризис 1990-х годов заставили предприятие пересмотреть социальную программу и ограничиться выделением участков и целевыми субсидиями. В 1998 году посёлок Береговой был передан ОАО «Гродно Азот» в ведомство Гродненского района.
Вблизи посёлка располагались крупные поселения людей в период с Каменного века по эпоху ВКЛ, о чём свидетельствуют многочисленные археологические раскопки в период с 2008-го по 2010-й годы.

## Промышленность
На территории посёлка расположены РУСП «Гродненское племпредприятие» и Гродненская ГЭС.